# Clarence Kolb

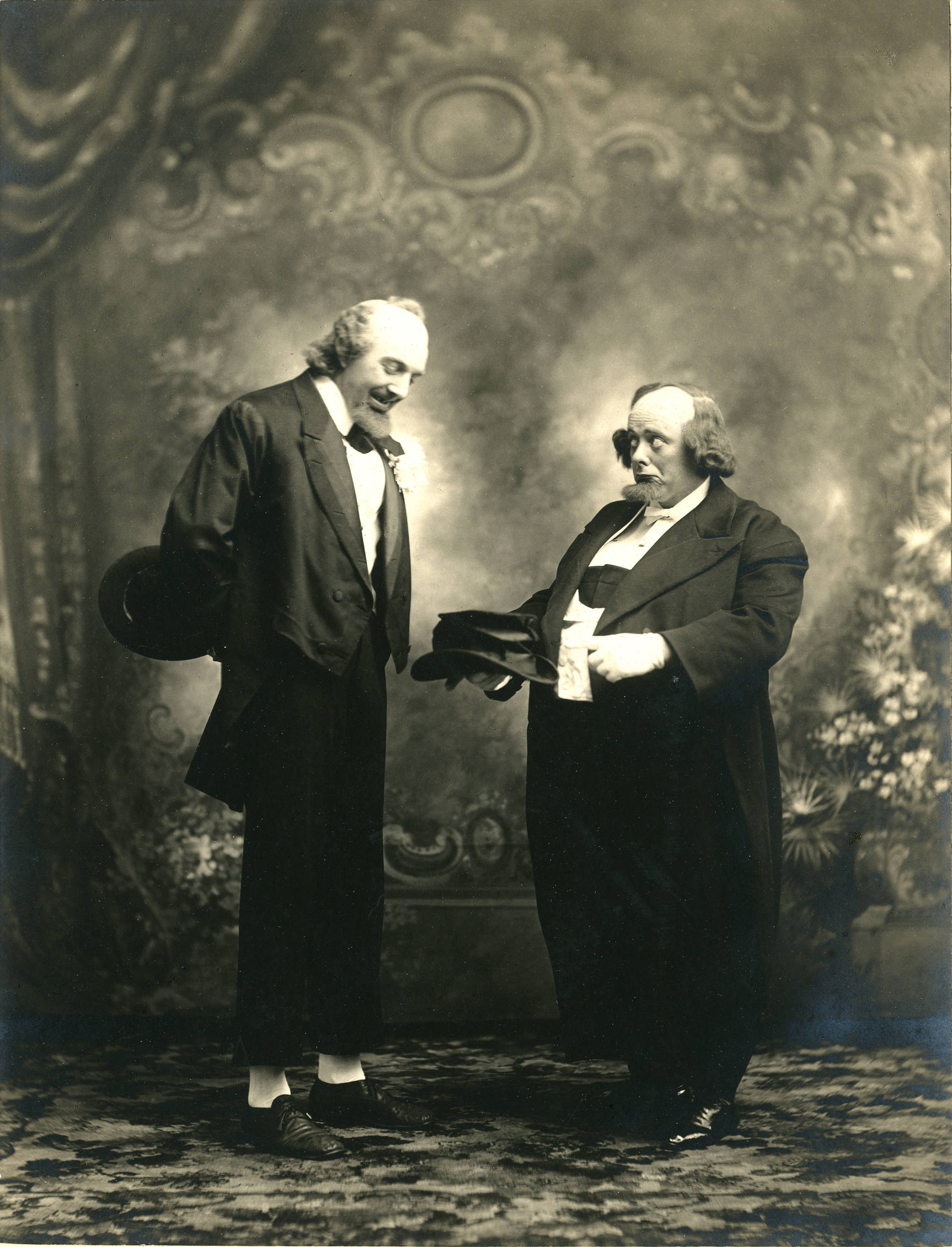
Das Komikerduo Kolb and Dill (1905)

Clarence William Kolb (* 31. Juli 1874 in Cleveland, Ohio; † 25. November 1964 in Hollywood, Kalifornien) war ein US-amerikanischer Film- und Theaterschauspieler.

## Leben und Karriere

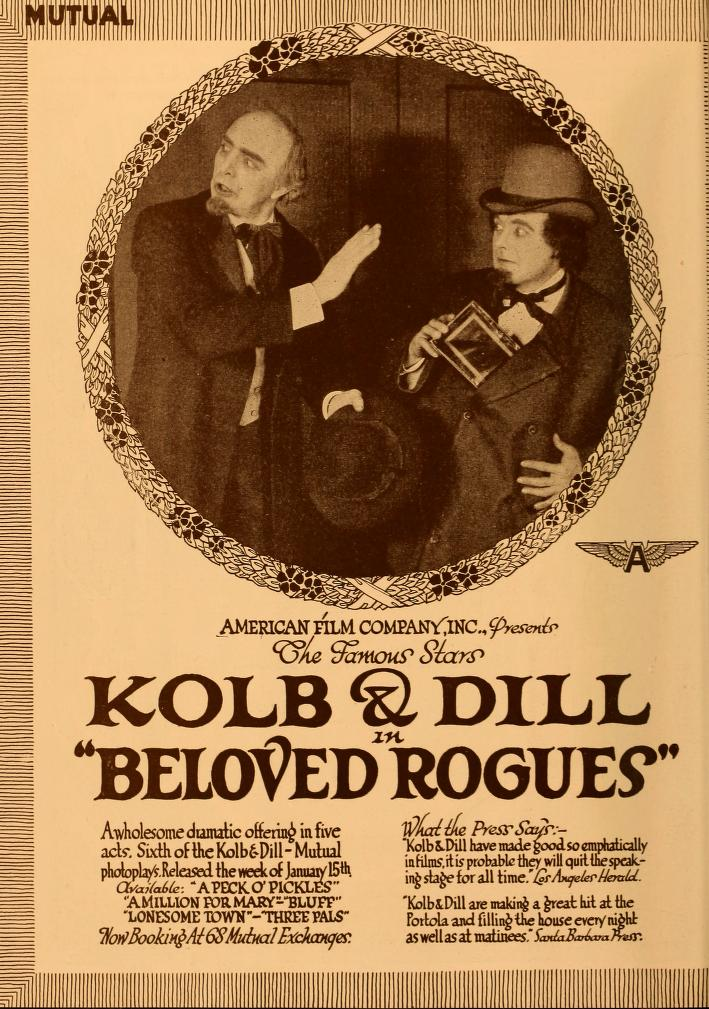
Clarence Kolb (links) mit Max Dill auf einem Plakat zu Beloved Rogues (1917)

Clarence Kolb begann seine Showkarriere noch vor der Jahrhundertwende auf Vaudeville-Bühnen. Mit dem Komiker Max Dill (1876–1949) bildete er zwischen 1904 und 1931 ein Komikerduo, das insbesondere in Kalifornien mit großem Erfolg auftrat. Bekannt waren sie vor allem für Imitierung von niederländischen Dialekten. Sie drehten zwischen 1916 und 1917 auch gemeinsam einige Stummfilme, kehrten aber schnell wieder zur Bühne zurück.
Ab Mitte der 1930er-Jahre wandte sich Kolb dem Hollywood-Kino als Hauptbetätigung zu. Der hochgewachsene, nunmehr weißhaarige Kolb spezialisierte sich vor allem auf die Darstellung von oft reichen oder mächtigen, meist leicht erzürnbaren Geschäftsleuten, Familienpatriarchen oder Politikern in Nebenrollen. In der Filmkomödie Wie leben wir doch glücklich! (1939) spielte er den Vater von Constance Bennett und konnte in einer Szene, in welcher seine Figur betrunken über eine Treppe stolpert, seine akrobatischen Fähigkeiten aus Vaudeville-Tagen unter Beweis stellen. 1940 verkörperte Kolb unter Regie von Howard Hawks den korrupten Bürgermeister in der Screwball-Komödie Sein Mädchen für besondere Fälle an der Seite von Cary Grant und Rosalind Russell.
Ab den 1950er-Jahren war er auch als Schauspieler im gerade beliebt werdenden US-Fernsehen zu sehen. In der erfolgreichen Sitcom My Little Margie spielte er in 70 Folgen Mr. Honeywell, den cholerischen Vorgesetzten von Hauptdarsteller Charles Farrell. Seinen letzten von über 60 Filmauftritten übernahm Kolb 1957 in der Filmbiografie Der Mann mit den 1000 Gesichtern über das Leben seines Weggefährten Lon Chaney senior, in welcher er an der Seite von James Cagney sich selbst verkörperte. Clarence Kolb starb 1964 im Alter von 90 Jahren, er hinterließ seine Ehefrau Mabel.

## Filmografie (Auswahl)
- 1916: A Million for Mary
- 1927: Two Flaming Youths
- 1936: Blinde Wut (Fury)
- 1936: Dünner Mann, 2. Fall (After the Thin Man)
- 1937: Im Kreuzverhör (Maid of Salem)
- 1937: Portia on Trial
- 1937: Frisco-Express (Wells Fargo)
- 1938: Sorgenfrei durch Dr. Flagg – Carefree (Carefree)
- 1938: Goldene Erde Kalifornien (Gold Is Where You Find It)
- 1939: Südsee-Nächte (Honolulu)
- 1939: Wie leben wir doch glücklich! (Merrily We Live)
- 1940: Keine Zeit für Komödie (No Time For Comedy)
- 1940: Sein Mädchen für besondere Fälle (His Girl Friday)
- 1941: Schrecken der zweiten Kompanie (You're in the Army Now)
- 1941: In der Hölle ist der Teufel los! (Hellzapoppin')
- 1943: The Sky’s the Limit
- 1944: Three Is a Family
- 1944: Stehplatz im Bett (Standing Room Only)
- 1944: Irish Eyes Are Smiling
- 1946: Der Held des Tages (The Kid from Brooklyn)
- 1947: Blondie in the Dough
- 1949: Ehekrieg (Adam's Rib)
- 1952–1955: My Little Margie (Fernsehserie, 70 Folgen)
- 1957: Der Mann mit den 1000 Gesichtern (Man of a Thousand Faces)